# マムド・エルスビエイ
マムド・モハメド・ハサン・エルスビエイ（Mamdouh Mohammed Hassan Elssbiay 1984年9月16日 - ）は、エジプトカフル・アッシャイフ県バルティーム出身の現役ボディビルダー。
一般にビッグ・ラミー(Big Ramy)の通称で知られる。

## 来歴
エジプトの中でも特に貧しい漁村で生まれ育ち、物心付いたころから家業の漁師仕事を手伝っていた。
学校卒業後も漁師を行っていたラミーは何となく「Oxygen Gym」と呼ばれるジムに足を運んだが、世界最高峰の設備が揃い、トップビルダーが多数在籍するこのジムに足を踏み入れた事がラミーの転機となった。
トレーニング開始から2年後の2012年にボディビルデビュー。2013年、大会2戦目でIFBBプロカード取得。
2019年に欠場したのを除いてプロデビュー年の2013年から出場を欠かさなかったミスター・オリンピアでは、それまでバルクとカットを両立できないコンディションの甘さが課題であったが、2020年は最高のコンディションで優勝。

## 人物
トレーニングではフリーウエイトとマシンを上手く使い分け、十分にインターバルをとって呼吸と心拍数を整えてから次のセットに移るようにしている。
身長175cm、体重130kg(コンテスト時)の筋量豊富な肉体を維持するために、1日8食で4000kcalの食事を行っている。